# Bastrop (Luisiana)
Bastrop es una ciudad ubicada en la parroquia de Morehouse en el estado estadounidense de Luisiana. En el Censo de 2010 tenía una población de 11365 habitantes y una densidad poblacional de 492,98 personas por km².

## Geografía
Bastrop se encuentra ubicada en las coordenadas 32°46′30″N 91°54′21″O / 32.77500, -91.90583. Según la Oficina del Censo de los Estados Unidos, Bastrop tiene una superficie total de 23.05 km², de la cual 23.05 km² corresponden a tierra firme y (0%) 0 km² es agua.

## Demografía
Según el censo de 2010, había 11365 personas residiendo en Bastrop. La densidad de población era de 492,98 hab./km². De los 11365 habitantes, Bastrop estaba compuesto por el 25.71% blancos, el 72.47% eran afroamericanos, el 0.11% eran amerindios, el 0.4% eran asiáticos, el 0.04% eran isleños del Pacífico, el 0.18% eran de otras razas y el 1.1% pertenecían a dos o más razas. Del total de la población el 0.76% eran hispanos o latinos de cualquier raza.